# 蕺葉似金星介
蕺葉似金星介（学名：Paracypris chiyehia）为副金星介科似金星介屬下的一个种。